# Thomas Nørgaard
 Der er flere personer med dette navn, se Thomas Nørgaard (flertydig). (Se også artikler, som begynder med Thomas Nørgaard)
Thomas Nørgaard (født 7. januar 1987) er en dansk tidligere målmandstræner og fodboldspiller, der spillede som målmand.

## Karriere

### Silkeborg IF (2008-2009)
Thomas Nørgaard fik sin debut i Superligaen den 31. august 2009, da han spillede alle 90 minutter i 0-0-kampen mod Odense Boldklub.

### Silkeborg IF (2013-2015)
Den 26. juni 2013 skrev Thomas Nørgaard under på en toårig kontrakt med den klub, hvor han tilbragte det meste af ungdomskarriere, Silkeborg IF. Ved købet var han udset som reservekeeper for Kasper Jensen, men i løbet af efteråret 2014 skiftede han tjansen som reservekeeper ud med posten som førstemålmand.
Thomas Nørgaard blev den 8. december 2015 kåret som Årets Spiller i Silkeborg IF via en afstemning på Silkeborg IF’s hjemmeside med næsten en fjerdedel af de afgivne stemmer, og ti dage senere skrev han under på en toårig forlængelse med Silkeborg IF.